# Coussarea megalocarpa
Coussarea megalocarpa är en måreväxtart som beskrevs av Paul Carpenter Standley. Coussarea megalocarpa ingår i släktet Coussarea och familjen måreväxter. Inga underarter finns listade i Catalogue of Life.